# OTTU Jazz Band
La OTTU Jazz Band (precedentemente NUTA Jazz Band e Juwata Jazz Band) è una famosa orchestra tanzaniana di musica muziki wa dansi, fondata negli anni sessanta e tuttora in attività.

## Storia
L'orchestra nacque come NUTA Jazz Band nel 1964, grazie a finanziamenti della National Union of Tanzania. La band ebbe un ruolo determinante nel guidare l'evoluzione del dansi sia da un punto di vista stilistico che organizzativo (il modello dell'orchestra basata su contributi statali, e strutturata come una cooperativa, divenne negli anni settanta quello predominante).
Leader della NUTA Jazz Band negli anni '60 furono il trombettista e cantante Joseph Lusungu e il sassofonista Mnenge Ramadhani, che contribuirono a definire il sound dell'orchestra, fortemente basato sugli ottoni.
Nel 1977, molti musicisti della NUTA Jazz Band (tra cui Muhiddin Maalim e Hassani Bitchuka) lasciarono la formazione per trasferirsi nella Mlimani Park Orchestra, e l'orchestra mutò il proprio nome in "Juwata Jazz Band" ("Juwata" è l'equivalente swahili di NUTA, essendo l'acronimo di Jumuiya ya Wafanyakazi Tanzania). Nello stesso periodo vi fu un avvicendamento ai vertici, con l'acquisizione della leadership da parte del chitarrista Saidi Mabera, compositore di molti brani di successo della Juwata Jazz Band negli anni ottanta. A Mabera sono succeduti Maalim e Bitchuka, rientrati nell'orchestra nel 1991. A Maalim si deve uno dei brani di maggior successo della Juwata Jazz Band negli anni novanta, Usia kwa watoto.
L'orchestra (recentemente ribattezzata OTTU Jazz Band in seguito al cambiamento di nome della National Union of Tanzania in Organization of Tanzanian Trade Unions) è attualmente la più antica formazione dansi in attività (da cui il motto del gruppo, baba ya muziki, "padre della musica").